# 2887 Krinov
2887 Krinov este un asteroid din centura principală, descoperit pe 22 august 1977 de Nikolai Cernîh.